# Suslic tacat americà
El suslic tacat americà (Xerospermophilus spilosoma) és una espècie de rosegador de la família dels esciúrids. Viu a Mèxic i els Estats Units a altituds d'aproximadament 2.100 msnm. El seu hàbitat natural són les zones de sòl sorrenc i profund amb poca vegetació, incloent-hi les meses amb herba curta i els matollars desèrtics. Es creu que no hi ha cap amenaça significativa per a la supervivència de l'espècie.